# Hangzhoubugtbroen
Hangzhoubugtbroen ( Hangxhou Bay Bridge 杭州湾大桥, Hángzhōu Wān Dàqiáo) er en lang bro over Hangzhoubugten på Kinas østkyst. Den går fra Cixi, en by 25 km nordvest for Ningbo, nordover til Jiaxing. Dermed forkorter den køreafstanden mellem disse punkter fra 400 km til 80 km og giver en væsentlig afkortning af transportafstanden mellem bycentrene Ningbo og Shanghai. Med en længde på 36 km er dette den længste havbro i verden. Brobyggeriet består blandt andet af to skråstagsbroer med en spændvidde på henholdsvis 448 m og 318 m.
Opførelsen af broen begyndte 8. juni 2003. Brodelene blev sammenknyttet 26. juni 2007, og broen blev åbnet for trafik i marts 2008.
30°27′N 121°08′Ø / 30.450°N 121.133°Ø